# جوزيف ك. أفيري
جوزيف ك. أفيري (بالإنجليزية: Joseph C. Avery)‏ هو سياسي أمريكي، ولد في 9 يونيو 1817 في الولايات المتحدة، وتوفي في 16 يونيو 1876 في أوريغون في الولايات المتحدة. حزبياً، نشط في الحزب الديمقراطي.